# Arnd Goldschmidt
Arnd Goldschmidt (* 9. Juni 1981 in Karlsruhe) ist ein ehemaliger deutscher Kanute.
Der Kanurennsportler der Rheinbrüder Karlsruhe wurde 1999 unter anderem mit seinem Mannschaftskollegen Michael Reil im Vierer-Kajak Juniorenweltmeister in Zagreb. 2005 holte er zusammen mit Lutz Altepost, Norman Bröckl und Björn Bach den Weltmeistertitel im Vierer-Kajak über 1000 m. 2005 und 2006 gewann er die Deutsche Meisterschaft im Einer-Kajak über 1000 m.
Arnd Goldschmidts Heimtrainer war Detlef Hofmann. Sein Bruder Björn ist ebenfalls erfolgreicher Kanurennsportler.
Arnd Goldschmidt ist mittlerweile als Sport- und Ethiklehrer tätig.